# Raccordo autostradale 10
Il raccordo autostradale 10 (RA 10) è il percorso autostradale (con doppia carreggiata a due corsie per senso di marcia senza corsia d'emergenza e spartitraffico centrale di tipo "New Jersey" e piazzole di sosta laterali) che permette di collegare la città di Torino col suo aeroporto internazionale sito a Caselle Torinese, a 11 km a nord del capoluogo piemontese.
È una delle poche tratte stradali italiane con le uscite numerate.

## Classificazione tecnica
Il raccordo è stato classificato come autostrada con la denominazione di "raccordo autostradale" con d. m. del 15/01/1988 (GU 85 del 12/04/1988).
Il decreto legislativo 29 ottobre 1999, n. 461 non ha incluso il raccordo tra le autostrade italiane, ma tra la rete stradale a viabilità ordinaria d'interesse nazionale.
Il raccordo è dotato dei segnali stradali di inizio e fine autostrada ed è quindi classificato come tale.
Tuttavia per l'Anas, che ne è ente proprietario e gestore,, secondo l'AISCAT e per il decreto n. 461 precedentemente citato il raccordo non è classificato come autostrada, bensì come viabilità statale ordinaria. L'Anas in altri documenti ha inserito il RA 10 nella sezione raccordi autostradali (sezione diversa dalle autostrade di sua competenza), ma nelle annotazioni definisce il raccordo autostradale come autostrada senza pedaggio.

## Numerazione
Il decreto del Presidente del Consiglio dei ministri del 21 settembre 2001 (Gazzetta Ufficiale n. 226 del 28-09-2001) ha assegnato al raccordo la numerazione RA 10, che compare solo nella segnaletica di inizio strada (che informa che si sta viaggiando in un tratto di competenza Anas), mentre non viene indicato nella segnaletica progressiva né in quella per raggiungere il raccordo. Nei pannelli integrativi posti in prossimità dei cavalcavia il raccordo è indicato come raccordo autostradale Torino-Caselle.

## Segnaletica sperimentale anti-nebbia
Era stato attrezzato come tratto sperimentale del sistema Infonebbia, un progetto per aumentare la sicurezza stradale in caso di nebbia, nato in collaborazione tra Anas e Centro Ricerche Fiat, ma attualmente tale segnaletica è in fase di smantellamento.

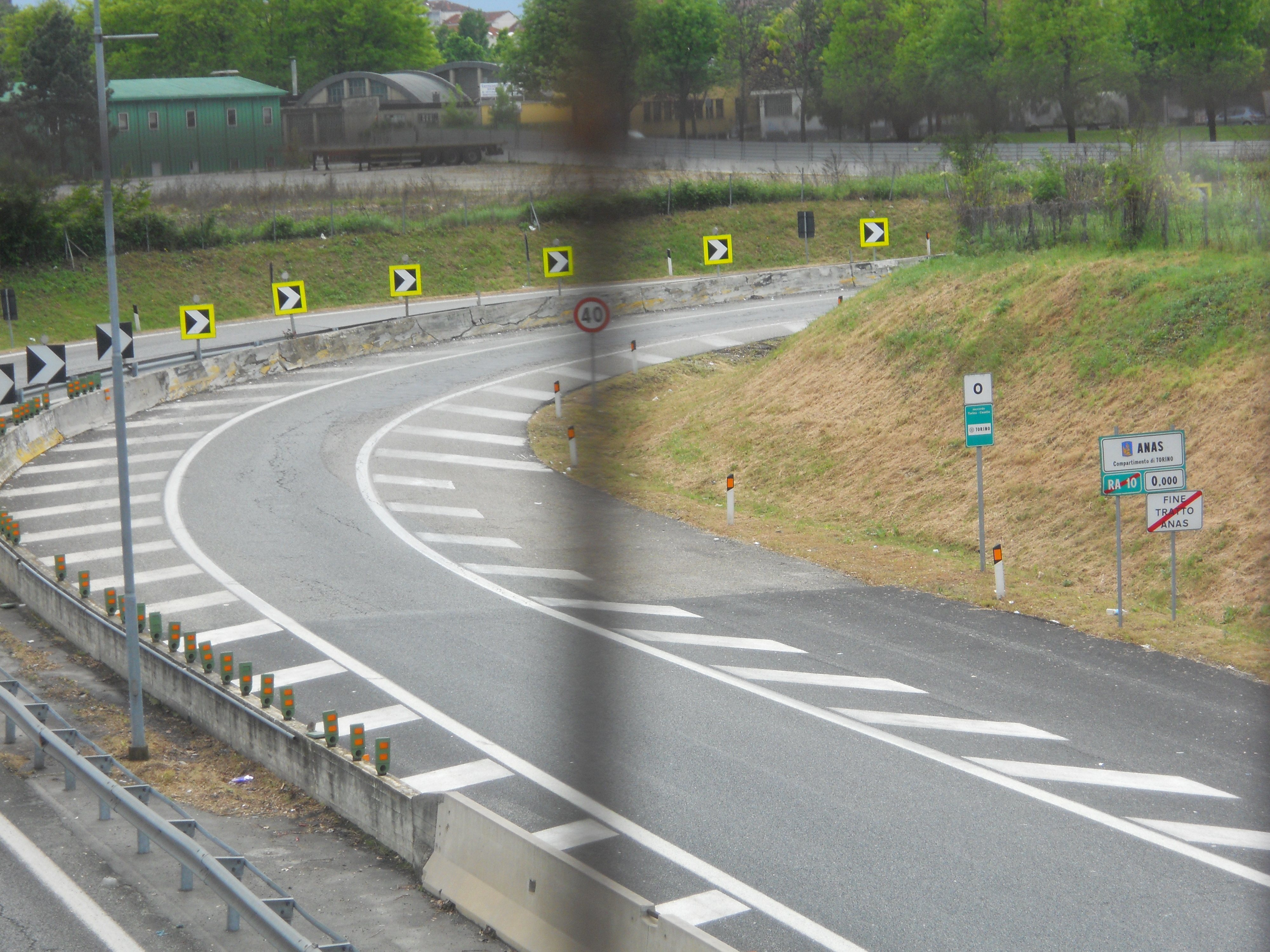
L'imbocco del raccordo Torino-Caselle, visto da corso Grosseto

## Pedaggio
La legge finanziaria del 2011 prevedeva l'introduzione di un pedaggio diretto sui raccordi autostradali e sulle autostrade in gestione diretta all'Anas per diminuire quanto lo Stato italiano corrisponde all'Anas a titolo di corrispettivo di servizio per la gestione e la manutenzione della rete stradale.
Il pedaggio non è mai stato richiesto.

## Sviluppi futuri

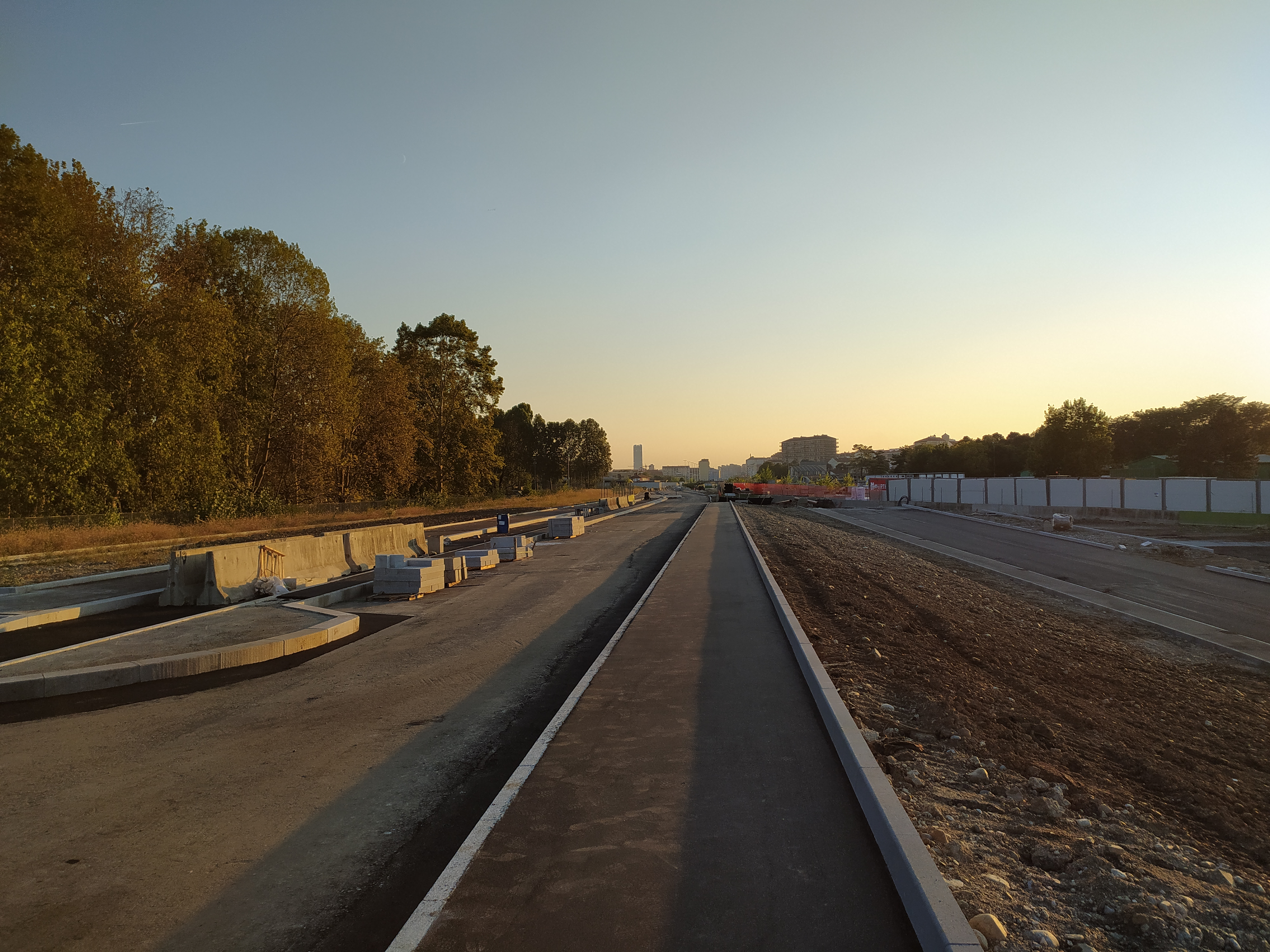
Nuovo Corso Venezia in costruzione

Il RA 10 si immette senza soluzione di continuità nella Spina Centrale, ovvero il viale costruito sul passante ferroviario di Torino, permettendo un collegamento diretto tra il centro cittadino e l'aeroporto.
Il collegamento è condizionato alla costruzione di una galleria sotto corso Grosseto che raccorderà la ferrovia Torino-Ceres col passante ferroviario, a cui seguirà la ricostruzione dello svincolo di corso Grosseto con l'immissione diretta del RA 10 in corso Venezia, all'altezza del parco Sempione.

## Percorso
| TORINO-CASELLE |      | |       |           |
| n°             | Tipo | Indicazione                                                                                                 | km    | Provincia |
|                |      | Barriera Milano Torino Collina                                                                              | 0     | TO        |
|                |      | Cenisia Vallette Madonna di Campagna (uscita solo in direzione Torino, entrata solo in direzione aeroporto) | 0,3   | TO        |
|                |      | tangenziale Nord                                                                                            | 2,9   | TO        |
|                |      | Borgaro | 4,3   | TO        |
|                |      | del Gran Paradiso Parco nazionale del Gran Paradiso Rivarolo                                                | 7,6   | TO        |
|                |      | Caselle - Leini                                                                                             | 9,7   | TO        |
|                |      | di Germagnano Aeroporto internazionale Sandro Pertini                                                       | 11,65 | TO        |